# Lakahnaus
Lakahnaus är en bergstopp i republiken Island. Den ligger i regionen Austurland, 400 km öster om huvudstaden Reykjavík. Toppen på Lakahnaus är 772 meter över havet.
Runt Lakahnaus är det mycket glesbefolkat, med 3 invånare per kvadratkilometer. Närmaste större samhälle är Neskaupstaður, omkring 12 kilometer nordost om Lakahnaus. Trakten runt Lakahnaus består i huvudsak av gräsmarker.